# 罗滕巴赫 (图林根州)
罗滕巴赫（德語：Rottenbach，發音：[ˈʁɔtn̩ˌbax]）是德国图林根州萨尔费尔德-鲁多尔施塔特县曾经的一个市镇，面积52.26平方千米，2011年12月31日人口为1,848人。2012年12月31日，罗滕巴赫与市镇柯尼希塞合并为新市镇柯尼希塞-罗滕巴赫（后于2019年1月1日更名为“柯尼希塞”）。